# ザ・クイーン・イズ・デッド
ザ・クイーン・イズ・デッド（The Queen Is Dead）は、イギリスのロックバンド、ザ・スミスの3枚目のアルバムである。1986年6月16日にイギリス国内でラフ・トレードが発売した。アメリカにおいてはサイアー・レコードが1986年6月23日に発売した。アルバムはイギリスのチャートにおいて2位まで、Billboard 200では70位まで上昇し、1990年の後半にRIAAからゴールド認定を受けた。

## アルバムができるまでと録音
ギタリストのジョニー・マーは1985年前半にイギリスで行われたザ・スミスのライブ中、後に『ザ・クイーン・イズ・デッド』の一部となる曲を書いていた。サウンドチェック中にベーシストのアンディ・ルーク、ドラマーのマイク・ジョイスと共にアレンジを決めた。1985年9月に発売したシングル、「心に茨を持つ少年」（後に『ザ・クイーン・イズ・デッド』に多少のリミックスを施されて収録した）を発売してから、ザ・スミスは3枚目のアルバムを録音することにした。マーはアルバムをボーカルのモリッシーと共にプロデュースし、エンジニアのスティーヴン・ストリートと共に作業した。スティーヴンはバンドの前作、『ミート・イズ・マーダー』でも同じ役割を担っている。スティーヴンはスタジオでの雰囲気は良好だったと回想している。
グループは「ビッグマウス・ストライクス・アゲイン」と「サム・ガールズ」をロンドン北東部にあるRAKスタジオで録音した。ツアーを少し行った後に、グループはアルバムの大部分をサリー州ファーナムにあるJacobsスタジオで1985年から1986年にかけて録音し、ミックスしている。

## 発売
『ザ・クイーン・イズ・デッド』は半年後の1986年6月にお目見えし、5月にシングル「ビッグマウス・ストライクス・アゲイン」が先行した。アルバムから切られた唯一のシングルである。バンドは「ゼア・イズ・ア・ライト」をシングルとして発売することを勧められていたが、ジョニー・マーはローリング・ストーンズの「ジャンピン・ジャック・フラッシュ」の線に沿った強烈なシングルを望んでいると話していた。ザ・スミスが活動停止状態から戻ってきた事を発表するためである。予想されていたよりも上手くいかず、イギリスのチャートで26位止まりであった。

## アルバムの評価
ローリング・ストーン誌は、アルバムに5つ星を付けている。リビュアーのマーク・コールマンはモリッシーのユーモアセンスや「セメタリー・ゲート」での歌唱をハイライトに挙げている。
ピッチフォーク・メディアは、1980年代アルバムのベスト6に位置づけた。2000年、モジョは「ゼア・イズ・ア・ライト」をオールタイム・ベスト100ソングの25位とした。そのころ、VH2ではトップ500インディーチャートでトップとなっていた。2006年には、『ニュー・ミュージカル・エクスプレス』誌が『ザ・クイーン・イズ・デッド』を2番目に重要なイギリスのアルバムに挙げた。2006年、Q誌は「80年代アルバムのベスト40」でこのアルバムを3位にランクインさせた。『ローリング・ストーン誌が選ぶオールタイム・グレイテスト・アルバム500』では113位にランクイン。また、2013年10月23日付の『ニュー・ミュージカル・エクスプレス』誌で選出された「オールタイム・グレイテスト・アルバム500」では1位に輝いた。

## 音楽
「ゼア・イズ・ライト」はアルバムからのシングル候補であったが、「ビッグマウス・ストライクス・アゲイン」の支持が上回った。（1986年後半7インチシングルとしてフランスのみで発売した）1992年には遅れて発売した。スミスの再発をプロモートする目的でワーナーが出したシングルの一つとして実現した。
「セメタリー・ゲイツ」はモリッシーの大好きなシェラ・デラニーやエリザベス・スマートといった作家の書いた文を不正使用していると指弾した評論家へ向けての直接の反応である。オスカー・ワイルドも盗作で訴えられたことがあるのだが、モリッシーにとっての守護聖人だと歌詞の中で表している。そのワイルドからの引用、"Talent borrows, genius steals"がアルバム最初のシングル、「ビッグマウス・ストライクス・アゲイン」のレコード外周に刻まれている。
アルバム最初の曲「ザ・クイーン・イズ・デッド」はブライアン・フォーブスによる1962年の映画、「The L-Shaped Room」からのサウンドバイトで始まる。モリッシーが60年代のイギリス映画に魅了された例であり、映画はシシリー・コートニージー、パトリシア・フェニックス（1985年のシングル「シェイクスピアズ・シスター」で既にカバーに使われていた）が出演している。映画からはフランスに住んでいるホームシックのイングランド人のグループが「Take Me Back To Dear Old Blighty」を歌う場面を含んでいる。この曲はデレク・ジャーマンによる表現主義的なミュージック・ビデオでも注目に値する。
「ザ・クイーン・イズ・デッド」と「ビッグマウス・ストライクス・アゲイン」でモリッシーによる声のピッチを変えたバッキング・ボーカルが入っている。モリッシーは自分の声にエフェクトを掛けることを好み、スティーヴン・ストリートは彼の声をバッキング・トラック用にハーモナイザーにかけた。バッキング・ボーカルは「アン・コーツ(Ann Coates)」としてレコード・スリーブに載っている。（Ancoatsはマンチェスターの1地区である。市の中心部から北東部にある。）

## アルバムカバー
『ザ・クイーン・イズ・デッド』のアルバムカバーはモリッシーがデザインし、1964年の映画「L'Insoumis」からアラン・ドロンを使っている。

## 曲順
全ての曲はモリッシーとジョニー・マーの作詞作曲である。ただし、「Take Me Back to Dear Old Blighty」（ザ・クイーン・イズ・デッドのイントロで使用）はA.J. ミルズ、フレッド・ゴドフリー、ベネット・スコットが書いている。
1. ザ・クイーン・イズ・デッド - "The Queen Is Dead" – 6:24
2. フランクリー、ミスター・シャンクリー - "Frankly, Mr. Shankly" – 2:17
3. アイ・ノウ・イッツ・オーヴァー - "I Know It's Over" – 5:48
4. ネヴァー・ハッド・ノー・ワン・エヴァー - "Never Had No One Ever" – 3:36
5. セメタリー・ゲイツ - "Cemetry Gates" – 2:39
6. ビッグマウス・ストライクス・アゲイン - "Bigmouth Strikes Again" – 3:12
7. 心に茨を持つ少年 - "The Boy with the Thorn in His Side" – 3:15
8. ヴィカー・イン・ア・テュテュ - "Vicar in a Tutu" – 2:21
9. ゼア・イズ・ア・ライト - "There Is a Light That Never Goes Out" – 4:02
10. サム・ガールズ - "Some Girls Are Bigger Than Others" – 3:14

## 参加人物
- モリッシー - ボーカル、バッキング・ボーカル（"Ann Coates"とクレジットされている）、共同プロデューサー
- ジョニー・マー - ギター、ハーモニウム、シンセサイザーを用いた弦楽器とフルートのアレンジ、共同プロデューサー
- アンディ・ルーク - ベースギター
- マイク・ジョイス - ドラムス
- スティーヴン・ストリート - エンジニア（フランクリー、ミスター・シャンクリーを除く）
- ジョン・ ポーター - エンジニア（フランクリー、ミスター・シャンクリー）

## 参考書籍
- Weisbard, Eric; Craig Marks (1995). Spin Alternative Record Guide. Vintage Books. ISBN 0679755748